# Campionato mondiale di hockey su ghiaccio 2000
Il Campionato del mondo di hockey su ghiaccio 2000 è stata la 64ª edizione del massimo campionato di hockey su ghiaccio per nazionali organizzato dalla IIHF.

## I tornei

### Campionato del mondo di hockey su ghiaccio maschile
Il 64° Campionato mondiale di hockey su ghiaccio maschile del Pool A si è tenuto dal 29 aprile al 15 maggio 2000 a San Pietroburgo, in Russia.
I tornei di qualificazione alla "Pool A" si sono tenuti nelle date e nei luoghi seguenti:
- Gruppo A: 11-14 novembre 1999 a Sheffield, Gran Bretagna
- Gruppo B: 11-14 novembre 1999 a Amiens, Francia
- Gruppo FE: 3-5 settembre 1999 a Aomori, Giappone

I tornei delle divisioni inferiori si sono tenuti nelle date e nei luoghi seguenti:
- Pool B: 11-17 aprile a Katowice, Polonia
- Pool C: 20-26 marzo a Pechino, Cina
- Pool D: 10-16 aprile a Reykjavík, Islanda

### Campionato mondiale di hockey su ghiaccio femminile
Il 6° Campionato mondiale di hockey su ghiaccio femminile del Pool A si è disputato dal 3 al 9 aprile 2000 in sette diverse città dell'Ontario, in Canada.
Le divisioni inferiori si sono svolte nelle date e nei luoghi seguenti:
- Pool B: 20-26 marzo a Liepāja e Riga, Lettonia
- Pool Q: 22-26 marzo a Dunaújváros e Székesfehérvár, Ungheria

### Campionato mondiale di hockey su ghiaccio U-20 maschile
Il 24° Campionato mondiale di hockey su ghiaccio Under 20 maschile del Pool A si è svolto dal 25 dicembre 1999 al 4 gennaio 2000 ad Skellefteå e Umeå, in Svezia.
Le divisioni inferiori si sono disputate nelle date e nei luoghi seguenti:
- Pool B: 13-19 dicembre 1999 a Minsk, Bielorussia
- Pool C: 30 dicembre - 3 gennaio a Nagano, Giappone
- Pool D: 9-15 gennaio a Città del Messico, Messico

### Campionato mondiale di hockey su ghiaccio U-18 maschile
Il 2° Campionato mondiale di hockey su ghiaccio U-18 maschile del Pool A si è svolto dal 14 al 24 aprile a Kloten e Weinfelden, in Svizzera.
Le divisioni inferiori si sono disputate nelle date e nei luoghi seguenti:
- Pool B: 29 marzo - 5 aprile a Riga e Liepāja, Lettonia